# 名古屋市立城山中学校
名古屋市立城山中学校（なごやしりつ しろやまちゅうがっこう）は、愛知県名古屋市千種区西崎町にある公立中学校。
1947年（昭和22年）の学区制により、千種区東部に城山中学校が創立された。一時期は生徒数が4200名を超えるマンモス校となり、その後、千種台中学校と東星中学校への分離独立を経て現在に至っている。
城山中学校区は、尾張丘陵のうち東山丘陵と呼ばれる地帯の東端に位置し、 東山動植物園や平和公園など緑豊かな自然に囲まれた学区である。織田氏の居城であった末森城跡には城山八幡宮があり、校名もこの末森城に由来している。

## 歴史

### 沿革
- 1947年（昭和22年） - 田代小学校の8教室を借用し、名古屋市立城山中学校として創立[1]。
- 1949年（昭和24年） - 現在地において、新校舎が完成[1]。
- 1956年（昭和31年） - 分校（現千種台中学校）が竣工する[1]。
- 1961年（昭和36年） - 生徒数が4300人となり、当時日本一のマンモス校となる[1]。
- 1962年（昭和37年） - 分校が千種台中学校として分離独立する[1]。
- 1964年（昭和39年） - 体育館兼講堂が竣工する[1]。
- 1983年（昭和58年） - 体力づくり優良校として愛知県より表彰される[1]。
- 1991年（平成3年） - 東星中学校が分離独立する[1]。
- 1993年（平成5年） - 視聴覚室教育相学校教育部門で文部大臣賞を受賞する[1]。
- 1997年（平成9年） - 創立50周年記念碑が建立される[1]。
- 2003年（平成15年） - 校舎のバリアフリー化工事を行う[1]。
- 2005年（平成17年） - 制服をブレザーに変更した[1]。
- 2009年（平成21年） - 防災備蓄倉庫を設置した[1]。
- 2013年（平成25年） - 学校保健活動奨励賞を受賞する[1]。
- 2022年（令和4年）度 - 体育館にエアコンが整備される[5] [6]。

### 生徒数の変遷
『愛知県小中学校誌』（2018年）によると、生徒数の変遷は以下の通りである。
| 1947年（昭和22年） | 465人   |  |
| 1957年（昭和32年） | 3,088人 |  |
| 1967年（昭和42年） | 1,713人 |  |
| 1977年（昭和52年） | 1,719人 |  |
| 1987年（昭和62年） | 1,703人 |  |
| 1997年（平成9年）  | 640人   |  |
| 2007年（平成19年） | 466人   |  |
| 2017年（平成29年） | 522人   |  |

## 歴代校長
- 初代：後藤祝二[1]
- 第2代：高橋時三[1]
- 第3代：芥子川律治[1]
- 第4代：中野霊智[1]
- 第5代：岡田良春[1]
- 第6代：櫻井敬一[1]
- 第7代：武藤正則[1]
- 第8代：見田実[1]
- 第9代：山本嘉之[1]
- 第10代：片桐邦朗[1]
- 第11代：井上保宗[1]
- 第12代：矢野昌[1]
- 第13代：大塚忠弘[1]
- 第14代：伊藤剛次[1]
- 第15代：猪飼淳三[1]
- 第16代：梅本哲男[1]
- 第17代：熊澤茂[1]
- 第18代：山田ちづ子[1]
- 第19代：玉村文隆[1]
- 第20代：市川裕一[1]
- 第21代：野口正樹
- 第22代：野口俊一[1]

## 通学区域
| - 田代小学校学区 - 稲舟通2丁目（一部） - 大島町 - 丘上町 - 御棚町 - 鏡池通1丁目・2丁目 - 覚王山通8丁目・9丁目 - 川崎町 - 観月町 - 菊坂町 - 桐林町 - 山門町 - 城山町 - 末盛通1丁目～3丁目 - 田代町字四観音道東 - 田代町字四観音道西（一部） - 田代本通 - 月見坂町 - 南明町 - 西崎町（学校所在地） - 西山元町 - 日進通2丁目～6丁目 - 日岡町 - 姫池通 - 法王町 - 穂波町 - 堀割町 - 丸山町 - 山添町 | - 見付小学校学区 - 朝岡町3丁目（一部） - 池園町 - 稲舟通1丁目 - 稲舟通2丁目（一部） - 鏡池通3丁目・4丁目 - 唐山町1丁目・2丁目（各一部） - 幸川町 - 松竹町 - 末盛通4丁目 - 末盛通5丁目（一部） - 園山町1丁目（一部） - 園山町2丁目～3丁目 - 仁座町 - 萩岡町 - 東山通1丁目（一部） - 東山元町 - 不老町 - 見附町 - 四谷通1丁目・2丁目（各一部） - 四谷通3丁目 |

## 主な出身者
- 大塚耕平 - 1975年卒、参議院議員（4期）国民民主党代表代行・参議院会長、元民進党代表[9]。
- 和田洋一 - 1975年卒、スクウェア・エニックス社長[10]。
- 青山繁 - 1985年卒、元バレーボール全日本男子代表選手、ジェイテクトSTINGSチームアドバイザー兼コーチ。[11]
- 安藤美姫 - 2003年卒、元フィギュアスケート選手[12]。
- 岩瀬法紀 - 2020年卒、2022年夏の甲子園出場。
- 倉島杏実 - 2021年卒、SKE48メンバー。
- 田内誠悟 - 2024年卒、フィギュアスケート選手。

## アクセス
- 名古屋市営地下鉄東山線・名城線 本山駅より徒歩で約10分。